# Dicyphus vestitus
Dicyphus vestitus är en insektsart som beskrevs av Philip Reese Uhler 1895. Dicyphus vestitus ingår i släktet Dicyphus och familjen ängsskinnbaggar. Inga underarter finns listade i Catalogue of Life.